# 인형

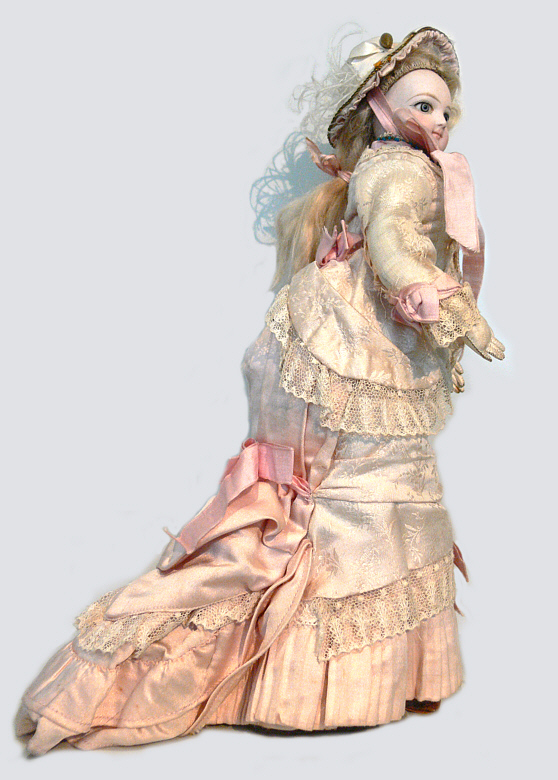
1870년대의 유럽 비스크 인형

인형(人形, 영어: Doll)은 사람, 동물 또는 가공의 생물을 본따서 만든 물체를 말한다. 
인형의 시초는 선사시대에 시작되었으며, 어느 시대에서든 발견되고 있기에 인간의 문화 예술 활동에서 빠질 수 없는 부분을 차지하고 있다.
하지만 몇몇 사람들은 인형에 대한 공포감을 가지고 있는 경우도 있으며, 비유적으로는 예쁘고 귀여운 아이를 지칭하는 말로도 사용된다.

## 역사
로마의 인형 제작자들은 이집트와 그리스인들에 의해 발달된 기술을 사용해 왔다. 
그러나 그들의 예술적 감각과 조화를 이루어, 그들은 더 우아하고 더 아름다운 인형을 만들기 위해 꾸준히 노력했다. 
로마의 프라티(Prati)에서 발견된 한 인형은 상아로 만들어져 있었고, 18세의 나이로 사망했던 주인 옆에 놓여 있었다. 
인형 옆에는 작은 빗과 은으로 만든 거울이 들어있고 상아로 만든 작은 상자가 있었다. 그 인형은 손가락에 반지를 끼고 있었고, 그 상자를 여는 작은 열쇠도 쥐고 있었다. 
마치 오늘날의 아이들처럼 로마 문명의 어린이들도 인형 옷을 입히고, 최신 유행에 맞게 머리와 손가락을 꾸미곤 했다.

## 용도
- 제례 등의 종교 행사나 전통 행사.
- 인형극.
- 아이들 선물.
- 장난감.
- 키덜트족 수집용
- 예술 작품 등 다양한 분야에도 등장.

## 같이 보기
- 꼭두각시
- 봉제인형(縫製人形)
- 피겨
- 구체관절 인형(球體關節人形)